# The Sugar Hill Suite
The Sugar Hill Suite ist ein Jazzalbum von Joe McPhees Trio X. Die am 19. Oktober 2004 in The Spirit Room, Rossie, New York, entstandenen Aufnahmen erschienen 2005 auf CIMP.

## Hintergrund
Im Jahr 2005 veröffentlichte der 66-jährige Joe McPhee die Alben The Sugar Hill Suite und Moods: Playing with the Elements von einer dreitägigen Aufnahmesession seiner Gruppe Trio-X mit dem Bassisten Dominic Duval und dem Schlagzeuger Jay Rosen, die im Spirit Room von CIMP im Oktober 2004 stattfand.

## Titelliste
- Joe McPhee Trio X: The Sugar Hill Suite (CIMP 320; Spirit Room Series – Vol. 196)[1]

1. For Agusta Savage 5:26
2. Triple Play (For Jillian, Grace, & Dominic) 8:08
3. Sometimes I Feel Like a Motherless Child (Traditional) 7:15
4. Drop Me Off in Harlem (Duke Ellington, Nick Kenny) 6:53
5. The Sugar Hill Suite 16:51
6. Little Sunflower (Freddie Hubbard) 11:32
7. Monk’s Waltz (Joe McPhee) 4:43
8. Goin’ Home (Traditional) 6:55

Sofern nicht anders angegeben, stammen die Kompositionen von Joe McPhee, Dominic Duval und Jay Rosen.

## Rezeption
Marc Masters schrieb in JazzTimes, die Sugar Hill Suite wechsle zwischen langsamen Meditationen und swingenden Vamps. Der Anfang von „For Agusta Savage“ klinge traurig, da McPhee ein Ornette-Coleman-artiges Tenorsaxophonmuster nachzeichne. Hingegen würden „Triple Play“ und „Monk’s Waltz“ eingängig und doch besinnlich wirken, manchmal sogar heiter. Diese Affinität, das Düstere mit den peppigen Gipfeln des Atemberaubenden zu kombinieren, bestimmte auch das 16-minütige Titelstück.